# Val-d'Ornain
 Val-d'Ornain  es una población y comuna francesa, en la región de Lorena, departamento de Mosa, en el distrito de Bar-le-Duc y cantón de Revigny-sur-Ornain.

## Demografía
| 690 | 673 | 647 | 875 | 933 | 897 |
| Para los censos de 1962 a 1999 la población legal corresponde a la población sin duplicidades (Fuente: INSEE [Consultar]) |     |     |     |     |     |